# Josep Codina i Castellví
Josep Codina i Castellví (Reus, 28 de febrer de 1867 - Madrid, 28 de juny de 1934) va ser un metge reusenc de família modesta. El seu pare, Josep Codina, era serraller. La seva mare es deia Amàlia Castellví.
Va estudiar a Reus el batxillerat i el 1881 va marxar a Barcelona on es va matricular a la Facultat de Medicina i va obtenir la llicenciatura amb 20 anys. Va exercir a Bellmunt del Priorat durant dos anys i després es va traslladar a Madrid per fer el doctorat, i va aconseguir la qualificació d'excel·lent. Va obtenir també un. premi extraordinari en química biològica, i aconsellat pel doctor Laureano Calderón Arana, el que en va ser deixeble, es va quedar a Madrid, i per oposició va  ser metge del Cos de Beneficència Municipal.
Va publicar diversos treballs sobre tuberculosi i malalties pulmonars que el van fer famós, tant a l'estat espanyol com a l'estranger, i va obtenir diversos premis. Interessat en la vida a l'aire lliure i en la millora de l'estat físic del cos com a mesura d'higiene, va publicar el 1893 un llibret sobre l'ús de la bicicleta: El Velocípedo: sus aplicaciones higiénicas y terapéuticas. Va ser acadèmic de número de la Real Academia de Medicina de Madrid (1902), i professor agregat de Clínica Mèdia a la Facultat de Medicina de Madrid (1903). El 1908 va ser nomenat director del dispensari antituberculós de Madrid. Va ser senador de la Reial Acadèmia de Medicina l'any 1921, i va rebre diverses condecoracions. Casat amb la reusenca Carme Suqué Sucona, filla de Leopold Suqué i germana d'Antoni Suqué, estiuejava sempre a Reus on l'ajuntament el va nomenar fill predilecte. També va ser membre de l'Assemblea Nacional Consultiva